# Bertold Merwin
Bertold Merwin,, właśc. Baruch Menkes (ur. 13 listopada 1879 w Tarnowie, zm. 10 stycznia 1946 w Lusace) – polski żołnierz, oficer Legionów Polskich, doktor filozofii, pisarz legionowy, nauczyciel, publicysta, literat, dziennikarz, redaktor.

## Życiorys
Był synem księgarza Edwarda i Róży z Frenklów, kształcił się w gimnazjum w Tarnowie i Lwowie. W 1907 uzyskał na Uniwersytecie Lwowskim stopień doktora filozofii, a następnie dyplom absolwenta Wydziału Prawa. Już w latach studenckich zmienił nazwisko, będąc aktywistą Stowarzyszenia Młodzieży Akademickiej Zjednoczenie i Towarzystwa Szkoły Ludowej. Rozpoczął także pracę zawodową. Od października 1902 zatrudniony był w II Gimnazjum we Lwowie (z językiem wykładowym niemieckim), gdzie doszedł do stanowiska profesora. Wykładał historię powszechną i krajową, geografię, język polski i niemiecki. Redagował żydowskie pismo „Jedność”, opowiadające się za asymilacją potomków Izraela w polskim społeczeństwie, był stałym współpracownikiem „Gazety Wieczornej” i „Nowego Głosu Polskiego”, pisywał do „Słowa Polskiego”. W 1910 odbył podróż do Stanów Zjednoczonych. Jej plonem stał się tom reportaży W krainie dolara oraz cykl artykułów Żydzi w Ameryce. Wrażenia z podróży. Wydał ponadto książkę Żydzi w powstaniu 1863
W roku 1913 został członkiem Związku Strzeleckiego, a we wrześniu 1914 był już żołnierzem Legionów Polskich. Od kwietnia 1915 służył w sztabie II Brygady. W momencie wyjazdu na front pluton, w którym służył, został przeniesiony do Komendy Legionów, stanowiąc jej pluton sztabowy. W plutonie tym przeszedł cały szlak legionowy. Brał udział w kampaniach karpackich i bukowińskiej. 23 sierpnia 1915 roku awansował na chorążego kawalerii, a 1 listopada 1916 roku został mianowany podporucznikiem. Był też oficerem kancelaryjnym w Legionach. Trafił do Krajowego Inspektoratu Zaciągu, później do Dowództwa Ośrodka Uzupełnień PKP i został internowany w obozie w Dułowie (węg. Dulfalva) na Zakarpaciu.
Po kryzysie przysięgowym służył nadal w Dowództwie Ośrodka Uzupełnień przy Polskim Korpusie Posiłkowym. Od 1 stycznia 1917 roku był żołnierzem w 2 pułku ułanów Legionów Polskich. Walczył na granicy bukowińskiej, w okolicach miejscowości: Toporowce, Rarańcza. Brał udział w zmaganiach wojennych II Brygady Legionów Polskich w Karpatach Wschodnich, na ówczesnym pograniczu galicyjsko-węgierskim. 25 października 1917 roku wraz z Polskim Korpusem Posiłkowym skierowano go w rejon Czerniowiec.
Gdy w nocy z 15 na 16 lutego 1918 roku, w proteście przeciwko podpisaniu pokoju brzeskiego, część żołnierzy, głównie z II Brygady pod dowództwem gen. Józefa Hallera, przebiła się przez front austriacko-rosyjski pod Rarańczą, by połączyć się z II Korpusem Polskim w Rosji, jemu nie udało się przedostać i został internowany przez Austriaków w Synowódzku. Jako porucznik byłego Polskiego Korpusu Posiłkowego reskryptem Rady Regencyjnej z 31 października 1918 roku został przydzielony do podległego jej Wojska Polskiego z zatwierdzeniem posiadanego stopnia. Po zawarciu pokoju z Rosją bolszewicką skierowano go do Dowództwa Okręgu Korpusu w Warszawie. Formalnie jako oficer nadetatowy w stopniu majora zaliczony do kadry 6 pułku Strzelców Podhalańskich z garnizonem w Stryju pełnił funkcję wykładowcy historii wojskowości w dwóch stołecznych uczelniach wojskowych: Szkole Podchorążych Piechoty oraz Oficerskiej Szkole Inżynierii. Po odejściu na emeryturę w stopniu tytularnego podpułkownika powrócił do dziennikarstwa, pisał dla „Kuriera Warszawskiego” i „Tygodnika Ilustrowanego”, pełnił obowiązki redaktora politycznego „Expressu Porannego”. Poza pracą działał w Związku Legionistów.
We wrześniu 1939 Merwin został powołany na rzecznika prasowego Ministerstwa Informacji. Wraz z rządem ewakuował się do Rumunii, gdzie trafił do obozu dla internowanych, udało mu się wyjechać i dotrzeć do Zambii w Afryce. Zorganizował tam gimnazjum dla polskich dzieci, przybyłych w większości ze Związku Radzieckiego, za co został odznaczony przez Rząd RP na Uchodźstwie Złotym Krzyżem Zasługi z Mieczami. Zambii nigdy już nie opuścił. Zmarł 10 stycznia 1946 roku w Lusace (Rodezja Północna).
Publikował prace i artykuły poświęcone Legionom, szczególnie II Brygadzie:
- Legiony w Karpatach (1915),
- Legiony w boju (1916),
- Z życia w Legionach (1918),
- Z Dulfalvy do Tagliamento (1918).

Opracował Polskie Listy Miłosne – od XV do XIX (Wydawnictwo Polskie Lwów – Poznań 1922), zawierające listy m.in.: Mickiewicza, Zamoyskiego, Potockiego, Krasińskiego, Kronikę bitew II Brygady Legionów Polskich, tłumaczył dwa opowiadania Carla Hauptmanna, był autorem opracowania o wierszach Adama Mickiewicza Nad Świtezią.
O nim w Kolędzie Legionowej pisał Józef Mączka:
„Teraz już żołnierza wzorem:
W kąt nożyce i gazety,
Jeździ z nami na wedety,
Na wedety”.

## Ordery i odznaczenia
- Krzyż Niepodległości (9 listopada 1931)[6]
- Krzyż Kawalerski Orderu Odrodzenia Polski (10 listopada 1933)[7]
- Krzyż Walecznych
- Złoty Krzyż Zasługi z Mieczami
- Złoty Krzyż Zasługi (9 listopada 1931)[8]
- Srebrny Krzyż Zasługi (2 marca 1925)[9]
- Medal Pamiątkowy za Wojnę 1918–1921
- Srebrny Wawrzyn Akademicki (5 listopada 1935)[10]
- Medal Dziesięciolecia Odzyskanej Niepodległości